# Corina en el cabo Miseno
Corina en el cabo Miseno es un cuadro de François Gérard pintado entre 1819 y 1821, conservado en el Museo de Bellas Artes de Lyon.

## Historia de la obra
La realización de esta obra se produce por la interacción de cuatro personajes históricos: Madame de Staël, Madame Récamier, el príncipe Augusto de Prusia, y François Gérard. Todo comienza en el verano de 1807; el príncipe Augusto es enviado a Soissons como prisionero de guerra, tras la derrota del ejército prusiano ante las tropas napoleónicas. Sin embargo, acude con frecuencia a París, donde frecuenta el salón de madame de Staël, quien le invita a su castillo de Coppet, cerca de Ginebra. Allí conoce a Juliette Récamier, entonces casada con Jacques Récamier, un rico banquero de origen lionés. De este encuentro nace una pasión recíproca entre los dos jóvenes.
De esta relación amorosa nace Corina en el cabo Miseno; en 1817, el príncipe y Juliette pierden a su amiga común, madame de Staël, y como homenaje, deciden encargar la realización de un cuadro que testimonie su admiración por una de las mujeres más brillantes de su época. Augusto contacta con Jacques Louis David, entonces exiliado en Bruselas, pero debido a su caché demasiado alto, solicita el concurso de François Gérard.

Deseando conservar el recuerdo de Mme de Staël por las artes, así como permanecerá en la literatura por sus obras, creí que el mejor medio sería pediros hacer un cuadro, cuyo tema se tomaría de Corina. La amistad que Mme de Staël me ha testimoniado en tiempos desgraciados, me compromete a darle esta prueba de reconocimiento. Mme de Récamier ha querido encargarse de esta comisión en agradecimiento a Mme de Staël, porque da gran valor a cuanto pueda honrar su memoria, y espero con el mayor placer que queráis encargaros de esta obra, expresando mi gratitud por este favor. Someto a vuestro juicio si sería más ventajoso representar a Corina con los rasgos embellecidos de Mme de Staël y elegir el momento de su triunfo en el Capitolio, o aquél en que se encuentra en el cabo Miseno, dejándoos libremente la elección de la composición de la obra. Deseo, Monsieur, que este cuadro os sirva como nueva prueba de la gran admiración que siento por vuestro talento y de la perfecta estima que os profeso.
								

Augusto, príncipe de Prusia.

La obra de François Gérard fue ofrecida a Juliette Récamier por el príncipe Augusto de Prusia en 1821. Ella la instaló en sus habitaciones de la Abbaye-aux-Bois, en París. A su muerte, legó Corina en el cabo Miseno al museo de Lyon, su ciudad natal.

## Análisis y descripción
François Gérard fue uno de los alumnos de Jacques-Louis David, estando por tanto influido por el estilo neoclásico, que se observa en su obra.
En la fisonomía del personaje principal se encuentra una evocación lejana de los rasgos de Mme de Staël, aunque el pintor haya rehusado la petición del príncipe de Prusia de representarla con los «rasgos embellecidos» de ésta.
François Gérard ha elegido representar el pasaje de la novela de Mme de Staël donde el personaje de Corina se encuentra en el cabo Miseno; Ella acaba de improvisar un largo poema para el hombre que ama, Oswald, y está demasiado emocionada para continuar, por lo que posa con su lira, volviendo su cara hacia el cielo amenazador.
Por otra parte, Gérard nos da la impresión de que el tiempo está helado, como si la emoción de Corina fuera tan fuerte como para ser capaz de generar esa situación.